# 2019冠狀病毒病亞洲疫情
亚洲各国关于2019冠状病毒病疫情的病例和其对应措施。
截至2024年11月1日，除土庫曼斯坦外，其他亞洲國家都出現大量確診病例。土庫曼疫情無從得知，但聲稱零疫情飽受批評。。

## 各國疫情

### 東亞

#### 中国大陆

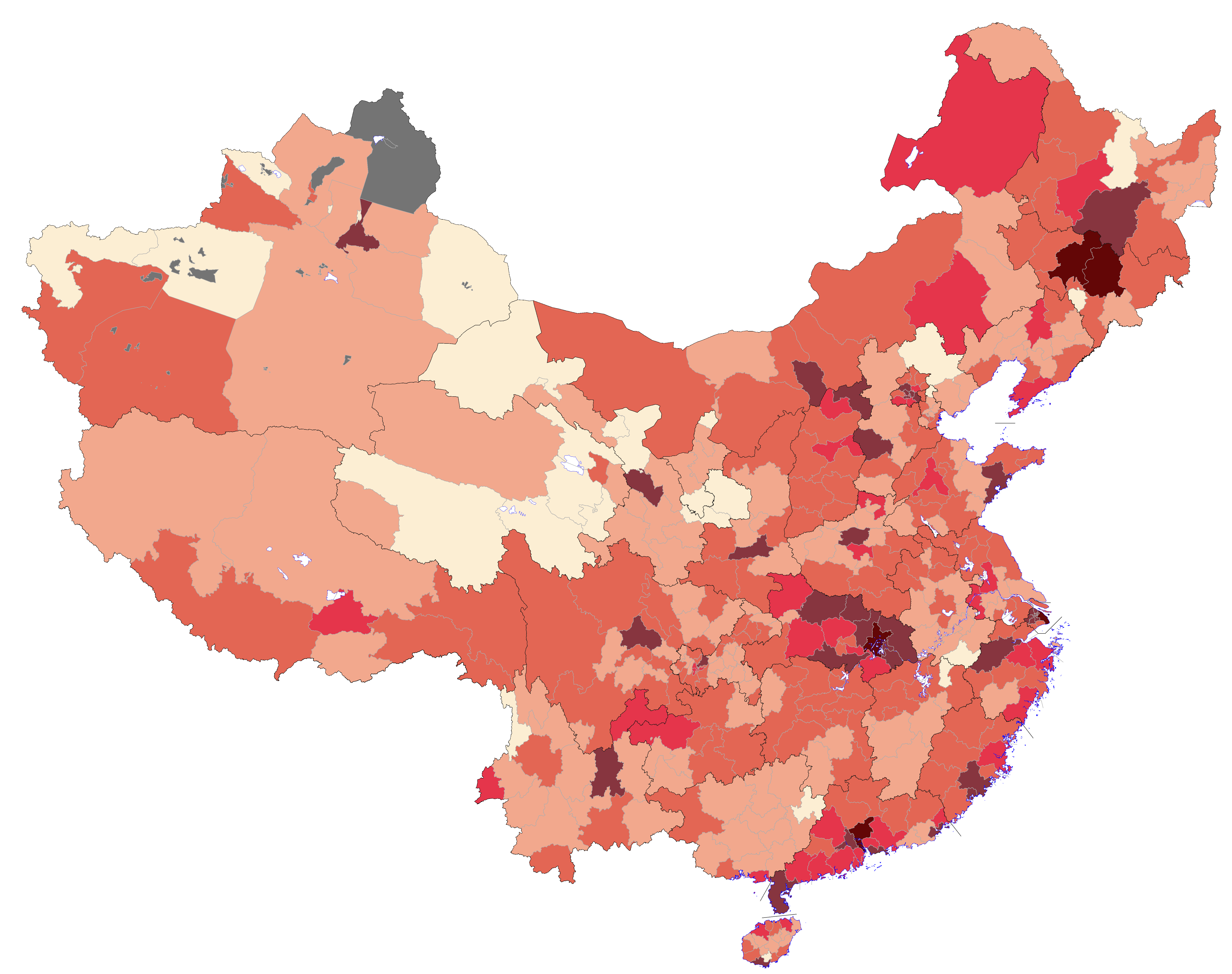
中國大陸地级行政区疫情確診地圖（不包括台湾等未實質控制地區）
确诊1~9人
确诊10~99人
确诊100~499人
确诊500~999人
确诊1000~9999人
确诊≥10000人

##### 2020年
根據中國疾病預防控制中心「新型冠狀病毒肺炎應急響應機制流行病學組」的論文研究，在2019年12月31日之前，武漢和湖北就出現104名新型冠状病毒肺炎感染者，其中15人死亡。而在此後的10天增加653人，後在2020年1月11日至20日又暴增5,417人。论文表示，自2019年12月中旬以来，新冠病毒就开始了人际传播，並经历了局部暴发、社区传播和大范围传播三个阶段。第一阶段是2019年12月底前的局部暴发阶段，这一阶段的病例大多与華南海鲜市场的暴露有关；第二阶段是社区传播阶段，病毒通过接触海鲜市场的人群扩散到社区，形成社区传播；第三阶段是大范围传播阶段，由于恰逢中国农历春节，人员流动性大，疫情迅速从湖北省扩大到中華人民共和國其他地区，同时世界范围内病例逐渐增多。
2月14日，首次正式披露全國醫護人員感染情況：截至2月11日24時，全國醫護人員確診1,716例，其中死亡6例，分別占全國確診及死亡病例3.8%及0.4%。
2月12日起，湖北省将临床诊断病例数由纳入疑似病例数改为纳入确诊病例数进行公布，“临床诊断病例”指具有肺炎影像学特征的疑似病例，等级上类同香港之“高度怀疑个案”（惟香港「高度懷疑」是初步檢測呈陽性個案，並非單純影像學特徵，後改稱「初步確診」）。2月14日，卫生健康部门表示，肺部影像学检查结果正常的無症狀感染者不计入病例数据。但肺部影像学检查结果异常的无症状感染者将计入确诊病例。
2月24日，中国—世界卫生组织新型冠状病毒肺炎联合专家考察组召开新闻发布会，其中披露截止目前全国共有476家医疗机构3,387例医务人员感染新冠肺炎病例（2,055例确诊病例，1,070例临床诊断病例和157例疑似病例）；90%以上的医务人员（3,062例）来自湖北。
从3月起，随着一些地级行政区已无新增确诊病例、疑似病例、出院病例报告，河南新乡、开封、商丘、鹤壁，安徽阜阳、滁州宣布自即日起，如无新的疫情情况，不再发布每日通报。
3月12日下午15时，国家卫生健康委员会发言人在国务院联防联控新闻发布会表示，“武汉新增确诊8例，湖北除武汉已连续1周无新增，湖北以外省份新增7例中6例为境外输入，我国本轮疫情流行高峰已经过去”。
3月23日，国务院总理兼中央应对疫情小组组长李克强宣布，以武汉市为主战场的中国本土疫情传播已基本阻断，抗疫取得初步成功。
6月13日，北京市6月13日新增本土個案36例，16日晚，北京市舉行新型冠狀病毒肺炎疫情防控工作第121場新聞發布會，並宣布將北京市突發公共衛生事件應急響應級別由三級上調至二級，並相應調整防控策略。
12月28日 ，中國疾病預防控制中心(CDC)官網發表題為〈科學認識人群新冠病毒抗體流行率——全國新冠肺炎血清流行病學調查結果問答〉一文，根據中國CDC的聲明，研究發現武漢民眾的抗體陽性率達4.43%，代表武漢大約1,100萬的人口中，有超過48萬7,000人感染過Covid-19，遠高於武漢衛健委12月28日通報的5萬354人。意味着去年武漢的感染人數可能高達近50萬，比官方通報數字高出10倍，而無症狀感染病例不計入中國的官方病例統計中。中國CDC的發現與先前的報導一致，顯示中國境內的實際病毒感染率，遠高於官方通報的數字。中國CDC的調查28日公佈在網路上，但沒有刊登在任何有同儕審查的期刊上。調查結果與當地媒體5月的報導一致，即血清流行病學的樣本調查已經發現，武漢1萬1,000名民眾的抗體陽性率達5-6%，「高於預期」。中國CDC的這份調查，沒有明確指明調查的時間，但表示是在第一波疫情爆發的一個月後展開的。

##### 2021年
1月8日，中國大陸COVID-19疫情反彈，北方多省出現病例，河北省省會石家莊市在1月7日晚宣佈「封城」，多地隨後宣佈進入疫情「戰時狀態」。為防堵疫情，北京「類封城」，幾乎只出不進，河北省籍人員車輛禁入北京，河北省三河巿燕郊鎮與北京的通州區只有一河之隔，據1月8日河北省新冠肺炎疫情防控工作新聞發布會消息，環京地區進京通勤人員憑借北京市或者環京4市15縣出具的居住証明、在京工作証明、72小時內核酸檢測陰性証明可以通行。
1月12日，防疫情擴大，黑龍江省宣布全省進入緊急狀態。
1月22日，武漢封城一周年前夕，首部記錄武漢抗疫的紀錄片，《武漢日夜》22日正式上映。
1月27日，中華人民共和國國家衛生健康委員會發布《關於有序做好春運期間群眾出行核酸檢測工作的通知》。中華人民共和國政府提倡春節假期非必要不流動，并做好廣大群眾就地過年的服務保障，對於減少節日期間疫情傳播風險，切實保障人民群眾生命安全和身體健康，讓人民群眾度過一個歡樂祥和、健康安全的新春佳節。
截至2021年4月29日，中國大陸累計90655宗確診個案，其中4636人死亡，85691人康復出院。
12月9日，西安灞桥区境外人员隔离酒店的工作人员确诊新冠肺炎。12月22日，西安封城。
12月13日，天津市疾控中心检测12月9日报告的无症状感染者，确认检测出奥密克戎变异株。这是中国大陆的首例奥密克戎变异株。

##### 2022年
3月初，因奥密克戎变异株广泛传播，本土无症状感染者数量超过确诊病例，甚至单日新增破千。3月12日报告本土新增确诊病例1807例，本土无症状感染者1315例，均创疫情以来最高。3月初的一个星期内，中国大陆本土感染个案已波及26个省份。2022年3月14日，上海全部客运站暂停营运，深圳全市社区小区封闭式管理，公交、地铁停运。截止2022年4月30日，中国累计确诊已达到91.5万。
2022年11月末中国多地爆发了反对清零政策的“白纸运动”，中共中央总书记习近平承认抗疫政策让民众感到沮丧。12月26日晚，隨著動態清零政策方針轉變，中國大陸正式宣布將自1月8日起下修防控級別，從「乙類甲管」改為「乙類乙管」，並且調整邊境管控措施，出入境無需核酸檢驗報告，而中國居民也將被允許自由出入境。中國政府將其命名由「新冠肺炎」更名為「新型冠狀病毒感染」，並將其視為已經流感化的結果。

#### 香港

香港各區個案
有確診報告

2020年1月23日出現第一例由武漢輸入確診病例，2月4日出現第一例境內傳染病例。
截至2023年1月29日，香港累計2,876,106宗確診個案，其中13,333人死亡，347,016人康復出院。

#### 澳門

澳門各堂區確診病例
有確診報告

2020年1月22日出現第一例境外移入確診病例，2月4日出現第一例本土病例。
截至2023年1月15日，澳門累計3430宗確診個案，110人患者死亡，3189人康復出院。

#### 蒙古國
截至2021年1月18日，蒙古國累計1,536宗確診個案，其中2人死亡，995人康復出院。

#### 日本

日本各都道府縣之病例

截至2020年3月14日中午，国内（不含邮轮）已有12919人在疑似症报告制度下接受病毒测试（不含各地在制度外自行检测数字，如出院前的确认检测等；自3月4日起算入密切接触者检查数字），其中829人是撤侨包机乘客，12090人是其他。接获报告的714名感染者（640人有症状）中，已有21人死亡，144人离开医院，13人曾由危重症改善为轻中症，至少35人仍危重，549人是日本国籍。另有2名机场检疫患者，官方未计入上述数字。日本以高標準來進行篩檢的做法一度遭到日民眾批判。
截至2021年1月18日，日本累計328,294宗確診個案，其中4,501人死亡，252,787人康復出院。
2023年1月，日本政府正式决定於5月8日起将新冠感染下调为《感染症法》所规定的第5类感染症，与季节性流感归为同一等级。 

#### 台灣

台灣各縣市每十萬人確診病例數

##### 2020年
1月21日，出現第一例境外移入病例。
1月28日，出現第一例本土病例。
3月18日，總確診數突破100例。
4月3日，確診人數超過SARS。
4月9日，返台的海軍敦睦遠航訓練支隊發生群聚感染事件。
5月10日，連續28天無本土新增病例，說明台灣已不存在社區感染的情況。
5月20日，連續13天無新增確診個案。
6月7日，連續56天無新增本土個案，防疫措施逐步解封。
9月16日，總確診數突破500例。
12月22日，相隔253天再度出現本土確診病例。
2020年度累積：確診數799例（本土56例、境外704例、敦睦36例、航空器2例、不明1例）、死亡7例。

##### 2021年
1月12日，桃園市衛生福利部桃園醫院發生醫護人員群聚感染事件，並已造成社區感染。
1月29日，相隔263天再度出現死亡病例。
3月19日，總確診數突破1000例。
4月20日，繼華航機師染疫後爆發群聚感染事件，隨後又發生另一波群聚感染，病毒株為「Alpha變種」。
5月15日，因華航機師群聚感染事件延燒至社區，染疫本土病例當日達180人，重災區台北市及新北市啟動三級警戒。
5月19日，因應本土疫情快速升溫，指揮中心宣布全國升為三級警戒，並推出簡訊實聯制，於第一時間掌握染疫者及其接觸者的足跡，避免疫情擴散。
5月22日，單日本土確診達721例，為三級警戒期間最高峰。
5月25日，總確診數突破5000例。
6月4日，總確診數突破1萬例。
6月11日，屏東縣爆發「枋山、枋寮群聚感染事件」，進入準四級警戒，病毒株為「Delta變種」。
7月23日，指揮中心宣布全國三級警戒於7月27日起調降至二級警戒。
7月24日，結束連續64天（5月22日至7月24日）新增死亡病例。
12月9日，間隔34天後，再度出現本土個案，為中研院一名女研究員於實驗過程中不慎感染。
12月11日，出現首例「Omicron變種」境外移入個案。
2021年度累積：確診數16230例（本土14544例、境外1671例、航空器1例、調查中14例）、空號111例、死亡843例。

##### 2022年
1月2日，桃園國際機場爆發群聚感染事件，病毒株「Omicron BA.1變種」。
1月20日，高雄市爆發高雄港確診個案，病毒株「Omicron BA.2變種」。
1月23日，宜蘭縣爆發「礁溪飯店群聚感染事件」。
2月15日，首例感染Omicron死亡個案。
2月20日，總確診數突破2萬例。
3月10日，睽違68天後本土疫情再度獲得控制，本土確診個案加零。
3月底，爆發第一波的大規模Omicron感染事件。本次主要病毒株為「Omicron」亞型變異株（BA.2+BA.2.3+BA.2.3.7）。
4月1日，本土單日確診再次破百例。
4月14日，總確診數突破3萬例。
4月15日，首次本土單日確診破千例。
4月23日，總確診數突破5萬例。
4月24日，首次本土單日確診破5000例。
4月27日，疫情指揮中心宣布取消簡訊實聯制，鼓勵民眾以臺灣社交距離行動應用程式取代。
4月28日，首次本土單日確診破萬例。
4月29日，總確診數突破10萬例。
5月6日，單日死亡再次突破10例。
5月10日，首次本土單日確診破5萬例。
5月11日，總確診數突破50萬例。
5月13日，總死亡人數突破1,000例。
5月19日，總確診數突破100萬例。
5月26日，首次「單日死亡」突破百例。
5月27日，單日新增「確診」94,855例、單日新增「本土」94,808例，創「歷史最高」紀錄。
5月29日，總死亡人數突破2,000例。
5月31日，總確診數突破200萬例。
6月6日，總死亡人數突破3,000例。
6月9日，單日新增中重症個案575例(中症384例，重症191例)，創「歷史最高」紀錄。
6月10日，單日新增死亡人數213例，創「歷史最高」紀錄。
6月11日，總死亡人數突破4,000例。
6月14日，總確診數突破300萬例。
6月18日，總死亡人數突破5,000例。
6月25日，總死亡人數突破6,000例。
7月4日，總死亡人數突破7,000例。
7月8日，總確診數突破400萬例。
7月15日，總死亡人數突破8,000例。
7月18日，單日新增454例境外移入，創「單日境外移入」史高紀錄。
8月3日，總死亡人數突破9,000例。
8月20日，總確診數突破500萬例。
8月底，爆發第二波的大規模Omicron感染事件。本次主要病毒株為「Omicron」亞型變異株（BA.4+BA.4.6+BA.5）。
9月3日，總死亡人數突破10,000例。
9月20日，總確診數突破600萬例。
10月13日，總確診數突破700萬例。
11月12日，總確診數突破800萬例。
12月中，爆發第三波的大規模Omicron感染事件。本次主要病毒株為「Omicron」亞型變異株（BA.5+BA.2.75+BQ.1+XBB+BF.7+BA.2）。
12月23日，總死亡人數突破15,000例。
2022年度累積：確診數8,830,331例（本土8,792,505例、境外37,826例）、空號11,458例、死亡14,403例。

##### 2023年
1月6日，總確診數突破900萬例。
1月10日，單日新增560例境外移入，創「單日境外移入」史高紀錄。
1月20日，總死亡人數突破16,000例。
2月11日，總死亡人數突破17,000例。
2月25日，總確診數突破1,000萬例。
3月2日，總死亡人數突破18,000例，連續310天（2022年4月27日至2023年3月2日）新增死亡個案，創「連續新增死亡案例」最長紀錄，並持續增加中。
自2020年1月起，至2023年3月2日止，臺灣累計確診個案10,069,539例（10,013,844例本土案例、55,641例境外移入案例、36例敦睦遠航訓練支隊案例、3例航空器案例、1例不明案例及14例調查中），累計死亡個案18,010例（17,987例本土案例、23例境外移入案例)，12,132例移除空號。

#### 朝鮮
朝鮮境內雖未有確診個案，但其周遭的中華人民共和國及大韓民國皆已有社區傳播情形。朝鮮在近年冠狀病毒疫情中，如2002年SARS事件、2015年韓國中東呼吸綜合症暴发皆未有境內確診個案。此次2019冠狀病毒病的疫情，朝鮮境內仍未有相關確診個案，亦成為國際防疫焦點，2020年7月26日，朝鲜中央通讯社报道称，一疑似病患于7月19日潜回朝鲜，成为该国官方确认的首名2019冠狀病毒病疑似患者。
2022年5月10日，北韓首都平壤居民於下午突然接獲命令，必須待在室內，據傳是發生「全國性問題」，北韓展開全國封鎖。北韓官方於5月12日證實，其境內出現COVID-19病例。。
2022年5月13日，朝鲜单日报告超過1.8萬例疑似病例。并表示自4月下旬以来，有超过35萬例 "原因不明 "的发烧病例，大多数位于平壤。同时当日报告6例死亡，其中包括一例Omicron BA.2的死亡病例

#### 韓國

韓國各地區病例（截至2020年3月7日）
14天以內有確診報告
14天以上無新增確診病例

2020年1月20日韩国出現首宗確診病例，其后一个月有少量患者确诊，2月20日後出现大量与新天地教會有关的确诊病例，全国确诊人数随之大幅攀升。
截至2021年1月18日，韓國累計73,115宗確診病例，其中1,283人死亡，59,468人康復出院。

### 東南亞

#### 越南
疫情于2020年1月23日蔓延到越南。 
截至2021年1月18日，越南累計1,539宗確診個案，其中35人死亡，1,402人康復出院。

#### 泰國

2019冠状病毒病泰国疫情
有確診報告
有死亡病例

截至2021年1月18日，泰國累計12,594宗確診個案，其中70人死亡，9,356人康復出院。

#### 馬來西亞

有確診報告

截至2023年3月9日，馬來西亞共累積5,044,718宗嚴重特殊傳染性肺炎個案，已有4,744,636名患者康復出院，36,967名患者死亡。

#### 新加坡

新加坡之病例（以新加坡規劃區劃分）
有確診報告

截至2023年1月6日，新加坡累計2,207,640宗確診個案，其中1,712人死亡。

#### 菲律賓

菲律賓各大區病例
有確診報告（截至2020年4月1日）

2020年1月21日，菲律宾卫生部宣布，当地出现一宗疑似感染新冠肺炎的病例，患者为五岁的中国男童，从武漢抵達宿霧市。男童的样本对非特异性冠状病毒呈阳性反应，已排除男童感染嚴重急性呼吸道症候群（SARS）或中東呼吸症候群（MERS），截止21日，男童已退燒但仍在咳嗽，目前狀況穩定，男童母親未出現類似症狀。但卫生部官员不清楚这是否为新型冠状病毒，他们已经把这名孩童的样本寄到澳大利亚进行进一步的测试，結果预计于23日出爐。另外，阿克蘭省衛生部門早前宣布隔離三名中國旅客。这三名中國旅客出現發燒的病徵，情況好轉後獲准放行。这三名旅客分别来自上海和重庆，之前并未到访武汉，也沒有與新冠肺炎、SARS患者或患病動物接觸的經歷。菲律宾卫生部长杜凱指，三名中國旅客的病徵並不符合世界衛生組織對新型冠狀病毒的描述。
1月30日，確診首宗新冠肺炎個案。患者是38歲女性，來自武漢的中華人民共和國公民，在澳洲實驗室檢測後確診。1月21日，經香港抵達馬尼拉，25日咳嗽就診。
根據CNN Philippines報導，菲律賓衛生部（DOH）2月2日宣布，國內發生第一起新型冠狀病毒死亡案例，同時亦是中國境外全球首宗死亡案例。44歲男性病患1月25日住進聖拉薩羅醫院（San Lazaro Hospital），2月1日不治身亡，他同時也是第一例病患的配偶。
2月5日，菲律宾再确诊一起新冠肺炎个案，累计确诊人数达到3人。患者1月20日抵达宿霧市，是一名来自中国武汉的60岁女性，22日在薄荷岛发烧就医，病毒检测为阳性，目前已返回中国大陸。
3月15日，菲律賓首都馬尼拉開始實施為期一個月封城和宵禁，封城措施直至4月14日。同一天宿務也實行為期30天的宵禁。
截至2021年1月18日，菲律賓累計502,736宗確診個案，其中9,909人死亡，465,988人康復出院。

#### 柬埔寨

柬埔寨各省病例
有確診報告
有懷疑報告

1月27日，柬埔寨確診首個新型冠狀病毒感染的肺炎病例，患者是來自武漢的60歲男子。
3月7日，柬埔寨暹粒省确诊第二新冠肺炎病例，同时也是首例柬埔寨公民确诊病例。
3月10日，一名英国游客在柬埔寨磅湛省确诊感染新冠病毒。
截至2021年1月18日，柬埔寨累計441宗確診個案，無患者死亡，386人康復出院。

#### 印度尼西亚
截至2021年1月17日，印度尼西亞累計907,929宗確診個案，其中25,987人死亡，736,460人康復出院。

#### 汶萊
截至2021年1月4日，汶萊累計172宗確診病例，其中3人死亡，149人康復出院。

#### 東帝汶
東帝汶在3月21日出現首例確診。
截至2021年1月18日，東帝汶累計52宗確診個案，無患者死亡，45人康復出院。

#### 緬甸
緬甸在3月23日出現首兩例確診，患者分別是來自美國和英國的輸入病例。
2020年6月25日，緬甸第五次延長防疫禁令，至7月15日結束。
截至2021年6月22日，緬甸累計148,022宗病例，其中3,262人死亡。

#### 老撾
老撾首都萬象在2020年3月24日出現首兩例確診，兩名患者均為老撾籍且有外國旅行史。一名患者是女性導遊，曾帶領旅遊團前往老撾北部以及柬埔寨；另一名患者為男性，是酒店管理人員，近期曾到泰國接受培訓。
2021年4月，因最近病例骤增，老挝政府决定将首都万象封城14天。

### 南亞

#### 尼泊爾
2020年1月16日，尼泊尔报告了一宗疑似病例，并在加德满都被隔离。
1月24日，尼泊爾衞生與人口部通報國內首宗確診個案。患者在中國武漢讀書，放假回國後感到不適，之後確診。
3月24日上午开始，尼泊爾实施为期一周的全国性封锁。
加德满都、帕坦和巴德岗三地政府决定9月2日解除封鎖措施。
截至2021年1月18日，尼泊尔累計267,644宗確診個案，其中1,965人死亡，261,818人康復出院。

#### 斯里蘭卡
根據路透社報導，確認首宗新型冠状肺炎病例，患者是一名40多歲中華人民共和國籍女子，2020年1月19日前往斯里蘭卡旅游，25日出現身體不適情形，27日確診為新型冠状肺炎。
截至2021年1月18日，斯里蘭卡累計53,076宗確診個案，其中264人死亡，45,820人康復出院。

#### 印度

印度各邦病例
有確診報告
有懷疑報告

2020年1月30日，在喀拉拉邦確診首宗新型冠状肺炎個案，患者是在中國武漢大學就讀的學生。
2月1日，在喀拉拉邦再確診一宗個案，累計個案增至2宗，患者去過中國大陸。
2月3日，在喀拉拉邦再確診一宗個案，累計個案增至3宗，是從中國武漢返回的留學生。
3月2日，印度政府通报3宗确诊个案。患者包括一名在拉贾斯坦的意大利公民、有意大利旅遊历史的新德里居民，一名曾經到訪迪拜的特伦甘纳邦居民。
3月4日，印度确诊病例增至29宗，其中16位新个案是一群来自意大利的旅客，1位是曾在意大利度假的古爾岡Paytm職員。
3月12日，印度開始暫停所有外國人旅遊簽證，直至4月15日，外交、公務及國際組織等相關簽證則不受影響。
3月22日，所有国际商业客运航班從当天起一周内禁止在印度降落。
3月23日上午6时至3月31日，印度對德里国家首都辖区實施封锁。
3月25日，印度开始進行為期21天的全國封鎖。
截至2021年1月19日，印度累計10,581,837宗確診個案，其中152,556人死亡，10,228,753人康復出院。

#### 巴基斯坦

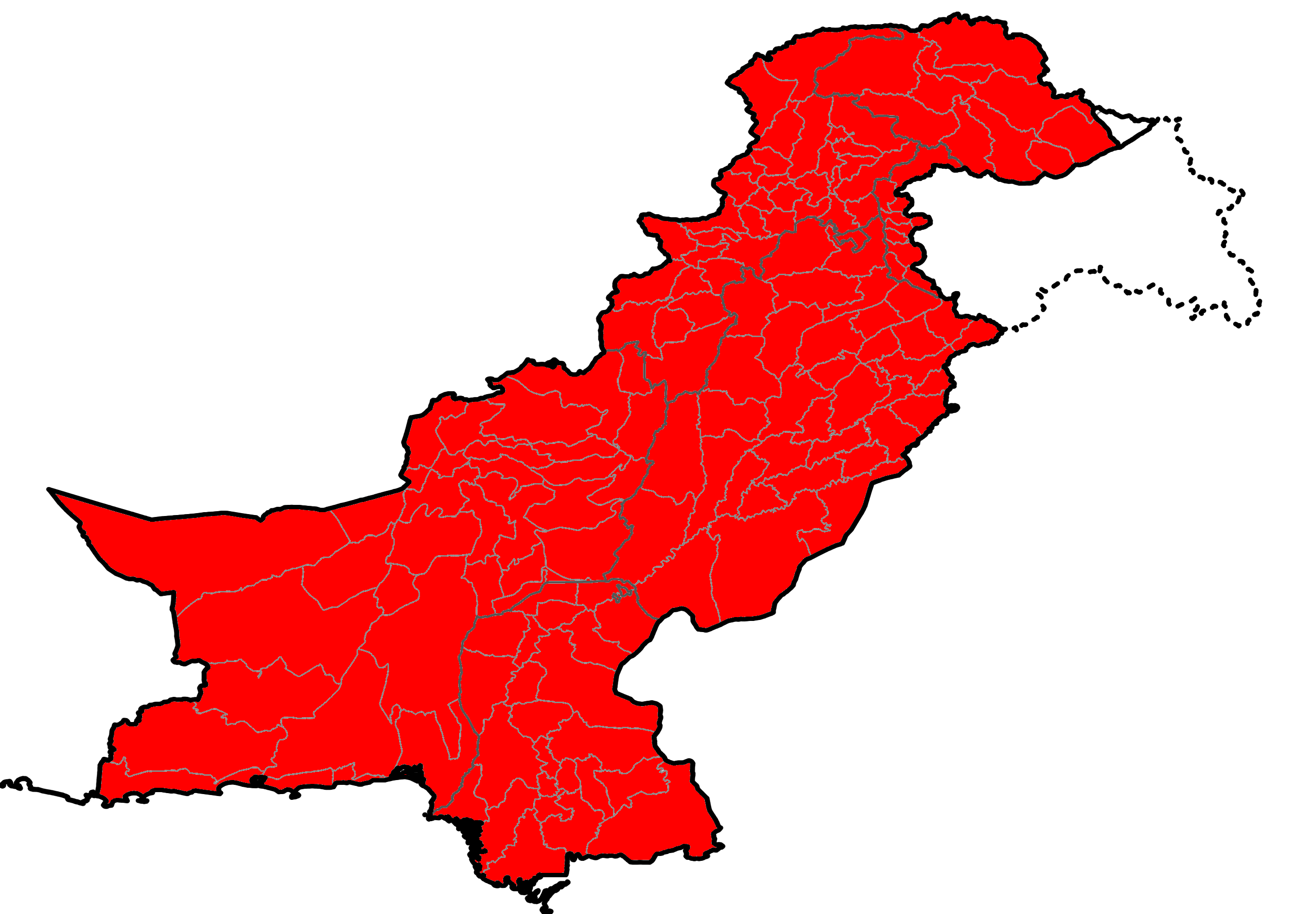
巴基斯坦各地病例
有確診報告
有懷疑報告

2020年2月26日，巴基斯坦南部信德省政府公告巴国首宗确診个案，患者是一名22岁的男性，2月20日從伊朗到达卡拉奇。另外一名案例則在首都伊斯兰堡接受治疗，同样有伊朗的旅游史。总理的卫生特别顾问扎法爾·米爾扎指两人情況稳定。2月29日，政府通报多2宗新增案例，其中一人在卡拉奇确诊。
3月2日，巴基斯坦发现第5宗确诊病例，患者是一名居住在北部吉尔吉特-巴尔蒂斯坦的45岁女性。确诊的5名患者中3位均为吉尔吉特居民，2位是卡拉奇居民。同月5日，政府通报第6个确诊病例，患者已经在信德省接受治疗。
3月6日，巴基斯坦首例患者在治疗后接受3次病毒測試均呈陰性，加上48小时内没有出现任何病徴，是巴国首名康復出院者。
3月10日，巴基斯坦的信德省新增12宗输入性病例，全國确诊病例总数为19宗。其中7宗病例從叙利亚经多哈抵达卡拉奇、3宗經過迪拜從伦敦回国、1宗經過迪拜從伊朗回国。第19宗的案例是西部俾路支斯坦的首例，患者是一名曾到过伊朗的12岁男孩。
3月16日，开伯尔-普什图省首次通报病例，一日新增个案15宗，全國总病例达136宗。19日，巴国首次出现死亡个案：两名死者均来自开伯尔-普什图省、一位刚從沙特阿拉伯回国的50岁男性、第二名死者为一名36岁的男性。
截至2021年1月18日，巴基斯坦累計523,011宗確診個案，其中11,055人死亡、476,471人康復出院。

#### 馬爾代夫
马尔代夫卫生部3月7日宣布，该国当天首次确诊2例新冠肺炎病例。当地媒体援引马卫生部长阿明当天在新闻发布会上的话报道说，两名新冠肺炎患者均为古丽都岛度假村外籍雇员。
马尔代夫旅游部长瓦希德表示，古丽都岛目前已被限制旅游，处于被封锁状态。马尔代夫全国的疫情预警级别已提高到黄色，度假村的预警级别提高到橙色。4月19日至30日，马尔代夫所有政府机构關閉。截至4月22日，马尔代夫共有85宗确诊病例，16人痊愈、无人死亡。
截至2021年1月18日，馬爾代夫累計14,582宗確診個案，其中49人死亡，13,566人康復出院。

#### 孟加拉國
当地时间（UTC+6）3月8日，孟加拉国流行病学、疾病控制与研究所证实，该国首次确诊3例新冠肺炎感染病例。该部门主任梅贾迪·萨布丽娜称，确诊患者的年龄在20到35岁之间，其中2人最近刚从意大利回来。
截至2021年1月18日，孟加拉國累計528,329宗確診個案，其中7,922人死亡，473,173人康復出院。

#### 不丹
不丹首相洛塔·策林6日上午宣布，该国确诊首例新冠肺炎病例。根据不丹卫生部公布的消息，患者是一名美国游客，3月2日从印度飞抵不丹，之后曾到过不丹首都廷布、帕罗、普那卡三个地区。不丹政府已宣布这三个地区进入紧急状态，学校、政府部门和私营机构一律关闭，为期3周。
截至2021年2月17日，不丹累計866宗確診個案，其中1人死亡，856人康復出院。

### 西亞

#### 阿聯酋
2020年1月29日，阿拉伯联合酋长国确诊了首例感染患者。
截至2021年1月18日，阿聯酋累計256,732宗確診個案，其中751人死亡，228,364人康復出院。

#### 伊朗

2019冠狀病毒病伊朗疫情
確診1~9宗
確診10~99宗
確診100~499宗
確診500~999宗
確診1000~9999宗
確診超過10000宗

2020年2月19日，伊朗在库姆发现首例2019冠状病毒病病例。
截至2021年1月18日，伊朗累計1,336,217宗確診個案，其中56,886人死亡，1,125,499人康復出院。

#### 巴林
2020年2月21日，巴林确诊了第一例COVID-19冠状病毒病患，是一名经迪拜进入巴林的伊朗校车司机。
截至2021年1月18日，巴林累計97,940宗確診個案，其中360人死亡，94,646人康復出院。

#### 沙特阿拉伯
2020年3月2日，疫情扩散至沙特阿拉伯。
截至2021年1月18日，沙特阿拉伯累計365,099宗確診個案，其中6,329人死亡，356,848人康復出院。                                 

#### 以色列
截至2021年1月18日，以色列累計562,167宗確診個案，其中4,049人死亡，477,059人康復出院。

#### 阿富汗
2月24日，阿富汗卫生部长宣布，阿富汗确诊首位新冠肺炎患者。阿富汗卫生部长费罗兹在新闻发布会上说，该国西部的赫拉特省已确认了1例新冠肺炎病例。他宣布该省进入紧急状态，该省与伊朗接壤。此前该省份已发现3例疑似病例，3人均有到访伊朗的记录。
3月27日，阿富汗首都喀布尔宣布封城。
截至2021年1月18日，阿富汗累計54,141宗確診個案，其中2,346人死亡，46,359人康復出院。

#### 黎巴嫩
2月21日，据黎巴嫩媒体报道，黎巴嫩卫生部宣布该日确诊首宗新冠肺炎病例。
当地时间2月26日，黎巴嫩宣布该国确诊第二例新冠肺炎病例，患者曾到伊朗朝圣。
据土耳其阿纳多卢通讯社26日报道，黎巴嫩卫生官员在一份声明中指出，该国第二名新冠肺炎患者为一名女性，她曾赴伊朗进行为期7天的宗教朝圣活动，后于2月20日返回黎巴嫩，值得注意的是，黎巴嫩首位新冠肺炎患者与她乘坐的是同一架次的航班。
当地时间周四（2月27日）下午，黎巴嫩卫生部宣布确诊第三例新冠肺炎感染者。黎巴嫩国家通讯社NNA报道称，该患者是一名伊朗男性，于24日搭乘从伊朗飞抵黎巴嫩贝鲁特的航班，该男子被送往拉菲克哈里里医院进行隔离治疗，目前病情稳定。黎巴嫩卫生部呼吁所有来自疫区的乘客自行隔离，如有症状及时联系医疗机构。
当地时间2月28日，黎巴嫩卫生部宣布确诊第四例新冠肺炎感染者，患者来自叙利亚。
当地时间3月1日，黎巴嫩卫生部宣布新增3例新冠肺炎感染者，累计共10例新冠肺炎患者。
截至2021年1月18日，黎巴嫩累計255,956宗確診個案，其中1,959人死亡，154,608人康復出院。

#### 伊拉克
2月22日晚间，伊拉克通讯社报道称，该国南部济加尔省出现首宗新冠病毒确诊病例。 至此，伊拉克成为继阿联酋、伊朗、以色列、黎巴嫩之后，出现确诊新冠病毒感染病例的第5个中东国家。伊拉克的首例患者是一名伊朗的神学学生。2月25日，政府宣布再多4宗確診个案。
2月27日，据伊拉克卫生部证实，伊拉克北部城市基尔库克又发现1例新型冠状病毒确诊病例，患者为一名15岁男子，早些时候从伊朗返回伊拉克，在接受卫生部检测后发现结果呈阳性，目前在一家私人医院观察。该病例使伊拉克境内的新冠肺炎确诊总数上升至7例。
2月28日，伊拉克卫生部确认在巴格达市内新发现1例冠状病毒确诊病例，患者是一名23岁的女性，最近从伊朗返回伊拉克，由卫生部工作人员跟踪检测后结果呈阳性，目前在一家私立医院接受观察。目前，伊拉克境内的新冠肺炎确诊病例已上升至8例，其中纳杰夫1例、基尔库克5例、巴格达2例，所有患者在近期均有伊朗旅行史。
当地时间2月29日，伊拉克卫生部发布声明称，境内新增5例新冠肺炎确诊病例，其中4例在巴格达。目前，伊拉克新冠肺炎确诊病例总数达到13例。
伊拉克卫生部3月1日报告该国当天新增6例新冠病毒感染病例，确诊病例总数增加到19例。伊拉克卫生部在一份声明中说，1日首都巴格达报告2例新增病例，北部苏莱曼尼亚省报告4例。这些新增病例均有伊朗旅行史。
当地时间3月2日晚间，伊拉克卫生部发布声明称，境内新增5例新冠肺炎确诊病例，其中巴格达3例，米桑1例，纳杰夫1例。加上早间发现的2个确诊病例，伊拉克今天共新增7个确诊病例，总数达到26例。
截至2021年1月18日，伊拉克累計609,029宗確診個案，其中12,953人死亡，571,198人康復出院。

#### 科威特
2月24日，科威特方面发布消息称，该国确诊了3例新冠肺炎病例。据报道，这3例被确诊的患者均于近期从伊朗东北部城市马什哈德抵达科威特，3人中包括一名61岁的沙特公民。
2月26日，据科威特通讯社报道，当地时间25日，科威特卫生部表示，新确诊2例新冠肺炎肺炎病例，该国确诊总数由此达11例。据报道，卫生部的一份声明称，新确诊的两人与从伊朗回国的旅客有关联。卫生部还表示，所有病患均状况稳定，正在特定医院接受相关医学治疗。
 同時科威特暂停往返伊朗、日本和新加坡的航班。
同日，科威特卫生部26日下午在社交媒体发布声明，确认新增13例新冠肺炎感染者，目前该国境内感染者数量增至25人。卫生部声明同时表示，新增病例均有伊朗旅行史。
当地时间2月27日上午，科威特卫生部召开记者发布会通报新型冠状病毒肺炎疫情最近情况。科威特卫生部负责人透露称发布声明，目前科威特境内的新型冠状病毒感染者数量已增至43人，较前一日新增18人。其中多数为近期从伊朗返回科威特人员。
科威特卫生部官员3月2日宣布，该国当天新增10例新冠肺炎病例，使得确诊总数达到56例。科威特卫生部呼吁民众避免集会，以防止新冠肺炎病毒传播。近期，随着新冠肺炎疫情在伊朗扩散，科威特的输入型病例持续增加。
截至2020年12月4日，科威特累143,917宗確診個案，其中886人死亡，139,148人康復出院。

#### 阿曼
2020年2月24日，阿曼出现首宗病例。卫生部通报2宗確診個案，患者是两名從伊朗回国的女性。2月25日，卫生部公布多2宗个案，案例共4宗。
当地时间2月27日晚间，阿曼卫生部先后两次发表声明，共确认该国新增2例确诊新冠肺炎病例。两名患者均与前往伊朗旅行有关，卫生部暂未透露这两名患者的其他信息。截至目前，阿曼确诊新冠肺炎病例总数为6例。据了解，这六名患者正在接受隔离治疗，身体状况稳定。
截至2020年12月4日，阿曼累計124,329宗確診個案，其中1,435人死亡，115,866人康復出院。

#### 格魯吉亞
2月26日晚上格魯吉亞卫生部部长季卡拉泽向记者表示，格魯吉亞确诊境内首例新冠肺炎感染病例。患者是格魯吉亞公民，于2月25日从伊朗经阿塞拜疆中转抵达格魯吉亞。目前患者状况稳定，正在格魯吉亞首都传染病医院进行治疗。
当地时间2月28日，据格鲁吉亚卫生部发布的消息，格鲁吉亚境内确诊第二例新冠肺炎病例。据介绍，该患者为格鲁吉亚公民，前不久从意大利返回格鲁吉亚，目前该患者的情况较为稳定。
截至2020年12月4日，格魯吉亞累計152,704宗確診個案，其中1,425人死亡，126,904人康復出院。

#### 亞塞拜疆
当地时间2月28日，据阿塞拜疆政府发布的消息：阿塞拜疆出現首宗新冠肺炎病例。据介绍，该名患者为俄罗斯公民，前不久从伊朗入境阿塞拜疆。目前该患者在特殊隔离病房内接受治疗，病情较为稳定。阿塞拜疆政府相关部门目前正在加紧排查与该患者接触过的人员，以防止病毒进一步传播。3月24日零时起，亞塞拜疆进入全国隔离状态。
截至2020年12月4日，亞塞拜疆累計138,000宗確診個案，其中1,551人死亡，83,800人康復出院。

#### 卡塔爾
2020年2月29日，卡塔尔政府公布该国首宗确诊输入性病例。首例患者是一名36岁的卡塔尔公民，刚乘政府包机從伊朗回国，情况稳定。
根据卡塔尔卫生部门的统计，截至3月8日，卡塔尔累计有18例新冠肺炎确诊病例，根据9日的通报情况，卡塔尔又有3例新增确诊病例。
卡塔尔卫生部3月10日发布消息说，该国当日新增6例新冠肺炎确诊病例，累计确诊病例24例。
卡塔尔卫生部11日发布消息说，该国当日新冠肺炎确诊病例激增238例，累计确诊病例已达262例。
截至2020年12月4日，卡塔爾累計139,643宗確診個案，其中239人死亡，136,872人康復出院。

#### 亞美尼亞
亚美尼亚总理帕希尼扬3月1日通过社交媒体表示，本国境内出现了首例新冠肺炎确诊病例。确诊患者是1名29岁男性，2月28日与妻子从伊朗返回国内。
截至2020年12月4日，亞美尼亞累計139,692宗確診個案，其中2,277人死亡，114,990人康復出院。

#### 約旦
2020年3月2日，约旦政府通报国家首例输入性确诊病例。患者是一名在两星期前從意大利回国的约旦国民，在隔离几天后会转到医院治疗。首例患者在同月13日康复出院、政府亦宣布在3月17日关闭边境并取消所有出入境航班、全國停课。
截至2020年12月4日，約旦累計234,353宗確診個案，其中2,960人死亡，177,195人康復出院。
2021年3月13日，因約旦一家医院出现氧气供给短缺導致多名新冠患者死亡，约旦卫生大臣引咎辞职。

#### 巴勒斯坦
3月5日，巴勒斯坦卫生部门发布公告 ，宣布在该国西岸伯利恆确诊七例新冠肺炎患者。这七名患者都在一间有确诊希腊游客待过的酒店感染。
3月20日，巴勒斯坦再度发现输入性病例。一名来自萨尔费特省巴勒斯坦患者從巴基斯坦回国。22日，加薩首次通报病例，两名患者均是從巴基斯坦回国的公民，抵达后已经立刻被隔离。
4月3日，巴勒斯坦总统宣布将紧急状态延长一个月。
加沙的全面封锁令最早于8月30日解除。
截至2020年12月4日，巴勒斯坦累計94,676宗確診個案，其中797人死亡，70,206人康復出院。

#### 土耳其
3月11日，土耳其卫生部长Fahrettin Koca在首都安卡拉举行的记者会上表示土耳其确诊了首宗新冠肺炎病例。患者是一名從欧洲回国的男性公民，情况稳定，他的家人和亲密接触者已经被隔离。
截至2020年12月4日，土耳其累計765,997宗確診個案，其中14,509人死亡，423,142人康復出院。

#### 敘利亞
3月22日，敘利亞出現首例病例。23日起，敘利亞临时关闭与黎巴嫩的所有通关口岸以及與土耳其的部分口岸。
截至2020年12月4日，敘利亞累計8,233宗確診個案，其中437人死亡，3,811人康復出院。

#### 也門
4月10日，出現1名首例確診。
截至2020年12月4日，也門累計2,267宗確診個案，其中627人死亡，1,534人康復出院。

### 中亞

#### 哈萨克
3月13日，两位刚从德国返回阿拉木图的哈萨克公民被确诊感染了2019冠状病毒病。
截至2020年12月4日，哈薩克累計135,498宗確診個案，其中2,034人死亡，119,419人康復出院。

#### 乌兹别克
乌兹别克卫生部门15日证实，该国确诊首例新冠肺炎病例。
据乌卫生和流行病学署介绍，首名确诊患者为一名从法国返回的乌兹别克公民。目前乌国卫生部门已查明与这名患者有过接触的人，并对他们进行隔离观察。
自3月14日起，乌兹别克暂时禁止部分疫情严重国家的公民入境。
截至2020年12月4日，烏茲別克累計73,751宗確診個案，其中611人死亡，71,002人康復出院。

#### 吉爾吉斯
3月18日，吉爾吉斯首傳3例確診，公民有阿拉伯旅遊史。
截至2020年12月4日，吉爾吉斯累計74,373宗確診個案，其中1,285人死亡，66,113人康復出院。

#### 塔吉克
新加坡《联合早报》援引塔吉克阿维斯塔通讯社消息报道，塔吉克卫生部4月30日宣布，塔吉克国内已经出现新冠肺炎疫情。首批确诊病例共15人，其中5人位于首都杜尚别，10人位于该国第二大城市苦盏。
截至2020年12月4日，塔吉克累計12,349宗確診個案，其中87人死亡，11,758人康復出院。

### 北亞

#### 俄羅斯
截至2020年12月4日，俄羅斯累計2,402,949宗確診個案，其中42,176人死亡，1,888,752人康復出院。

## 未確診

### 土库曼斯坦
土库曼斯坦被认为是世界上最封闭的国家之一。土库曼斯坦政府宣称该国没有发生疫情，但受到眾多学者的质疑。因為土库曼斯坦的人权状况极差，且该国政府的信誉度不佳，故全球社会普遍不相信土库曼斯坦政府的说法。

## 註解
1. ↑  「社區傳播」的定義必須符合四個徵兆：確定病例無法找到傳染來源、本地感染個案數已遠超過境外移入感染個案數、已經出現持續性的傳播鏈、有廣泛發生的群聚感染事件[59][60]。

## 外部連結
- Coronavirus COVID-19 Global Cases（Archive.today的存檔，存档日期2020-01-29）
- GitHub上的COVID-19 Data Repository（页面存档备份，存于） by Johns Hopkins University